# 고토 히토리
고토 히토리(일본어: 後藤 ひとり 고토오 히토리[*])는 일본의 만화 및 애니메이션 시리즈인 봇치 더 록!의 주인공이다.
극도로 낯가림이 심하고 소심한 성격으로, 결속 밴드에서 리드 기타와 작사를 담당하고 있다. 수줍음 많은 성격이지만 밴드 활동을 동경하여 기타를 시작하게 된다. 실력은 진짜이지만, 밴드나 사람들 앞에서 잘 발휘하지 못해 자신을 능숙하게 보여주기 위해 고군분투한다. 밴드 동료들에게 종종 봇치(ぼっちちゃん)라고 불린다. 혈액형은 B형이다.

## 모습
히토리의 외모는 긴 분홍색 머리에 파란색과 노란색 큐브 헤어 액세서리로 묶은 오른쪽 머리, 푸른 눈동자, 고운 피부색이 특징이다.
의상으로는 주로 분홍색 져지와 긴 회색 플리츠스커트, 검은색 양말, 갈색 구두를 입는다. 아이러니하게도 만화에서 볼 수 있듯이 가슴이 큰 편인데, 이는 헐렁한 옷을 입기 때문일 가능성이 높다.

## 성격
작중 극도로 내성적이며 심한 사회불안으로 인해 낯선 사람과 대화하는 것에 매우 어려워하는 모습으로 나온다. 사람들과의 상호작용을 되도록 피하려 하며, 첫 라이브 하우스 공연도 상자 속에 들어간 채 연주했을 정도다. 이런 성격 때문에 집 밖으로 나가는 일이 드물고, 대부분의 시간을 어두운 옷장 속에서 홀로 기타를 치며 보낸다.
타인의 칭찬을 갈구하는데, 이는 성격에서 비롯된 것이다. 처음 기타를 시작한 이유도 단순히 인기 음악 스타가 되어 사람들에게 인정받고 싶었기 때문이다. 가끔 사회적 교류를 시도하기도 하지만, 남의 말투를 따라 하는 등 엉뚱한 방식이 많아 대개 실패로 끝난다.

## 작중 행적

### 1권

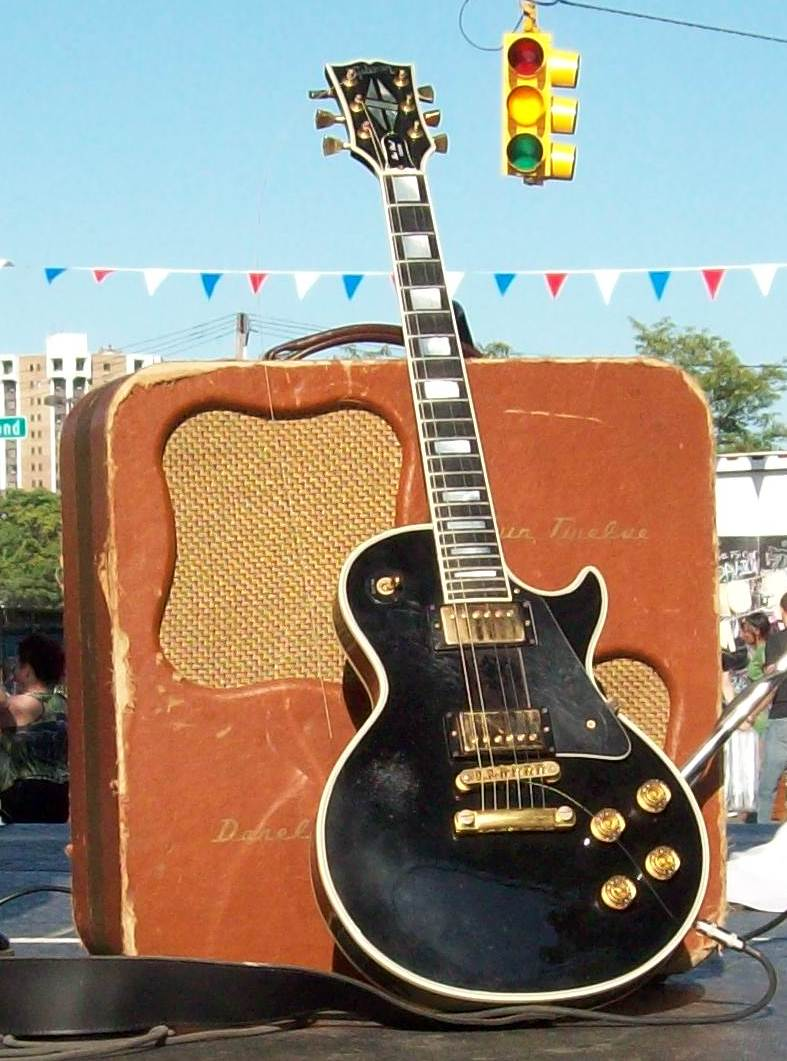
주인공 '봇치' 고토 히토리의 초기 악기로 선택된 기타, 깁슨 레스 폴 커스텀

히토리는 중학교 1학년 때 아버지의 기타를 처음 잡았고, 매일 6시간씩 연습하며 실력을 쌓았다. 중학교를 졸업한 후 슈카 고등학교에 진학했지만, 여전히 친구를 사귀는 데 어려움을 겪었다.
히토리는 집에서 기타를 치며 사회와 단절된 히키코모리가 될 위기에 처한 자신의 처지를 속으로 한탄하고 있었다. 자신이 운영하는 동영상 채널 '기타 히어로'에서 사람들이 남긴 댓글로부터 위안을 얻었지만, 시청자의 라이브 공연 경험을 적은 댓글을 보곤 의욕이 꺾인다. ‘록’에 대한 사랑으로 친구를 사귀려 했던 중학교 시절이 떠올랐지만, 결과는 실패뿐이었다. 밴드를 결성해 라이브 공연을 하는 게 꿈이었지만, 그건 마치 먼 나라 이야기 같았다.

#### 결속 밴드의 결성

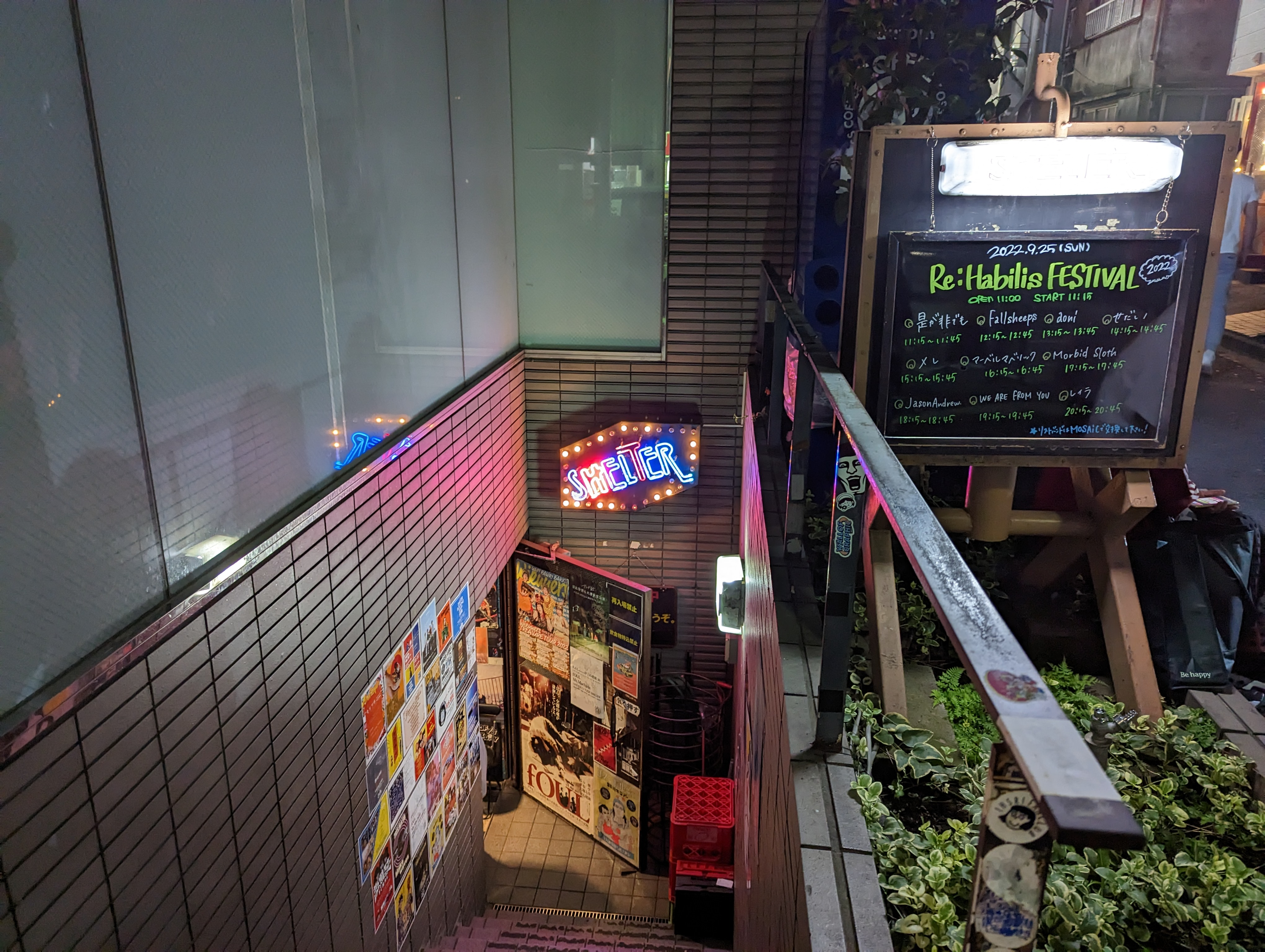
스타리의 실제 배경: 시모키타자와에 위치한 라이브 하우스, 쉘터

다음 날, 기타와 밴드 굿즈를 챙겨 슈카고등학교에 갔지만 아무도 관심을 보이지 않는다. 낙담한 히토리는 시모키타자와를 돌아다니다가 근처 놀이터 그네에 앉아 자신의 신세를 탓한다. 그때 히토리의 기타를 본 한 소녀가 다가오더니 자기소개를 한다. 이름은 이지치 니지카. 니지카는 갑작스레 히토리에게 최근 탈주한 밴드의 기타리스트를 대신해 연주해달라고 부탁한다.
마지못해 동의하자, 니지카는 히토리를 스타리라는 라이브 하우스로 데려간다. 스타리에 도착하고 니지카는 히토리를 먼저 와 있던 야마다 료에게 소개한다.
연습이 시작되었지만, 히토리는 기대만큼의 실력을 보여주지 못하고 쓰레기통에 숨어버린다. 히토리와 실랑이를 벌이던 그때 니지카는 '기타히어로' 채널을 언급하며 칭찬을 늘어놓는다. 히토리는 자신의 작품을 누군가가 좋아해 준다는 사실에 놀랍워하며 들뜨지만, '기타히어로'로서의 뛰어난 연주 실력과 달리 밴드 연주에서는 서투르다는 것에 의욕이 급격히 떨어진다. 그러자 료는 망고 박스 안에 숨으면 마음이 편해질 거라고 조언하고, 뜻밖에 효과를 본다. 히토리는 한결 안정된 상태에서 연주할 수 있었고, 결국 라이브 공연에서 좋은 모습을 보여준다.
료는 밴드 이름이 '결속밴드'라는 의미임을 설명하며, 히토리에게 "봇치"라는 별명을 붙여준다. 박스 속에 갇힌 채였지만 히토리는 밴드와 함께 연주하는 것이 즐거웠고, 앞으로 자신의 가능성을 펼치기 위해서는 사회성을 키우는 것이 중요하다고 느낀다.
다음 날, 봇치는 밴드 멤버들에게 사람들을 피하는 자신에 대해 이야기하며, 아는 사람을 만나는 걸 피하려고 학교까지 2시간을 걸어간다고 고백한다. 니지카가 밴드의 재정 상황과 아르바이트의 필요성에 대해 이야기했을 때, 봇치는 자신의 결혼 대비용 저축금을 쓰는 것을 고려하면서, 일을 하는 것을 극도로 두려워한다. 그때 니지카는 봇치에게 라이브 하우스에서의 일자리를 제안하고, 봇치는 이를 받아들이만 여전히 복권에 당첨될 확률을 찾아보며 일을 피하려 노력한다.
첫 근무 날, 봇치는 차가운 물로 목욕하고 선풍기 앞에 앉아 감기에 걸려 일을 피하려 했지만 실패한다. 라이브 하우스에 들어가기 전까지도 긴장감이 가시지 않아 점장인 세이카에게 손님으로 착각당하기도 한다. 하루 종일 여러 가지 실수가 있었지만, 결국 잘 마무리하고, 니지카는 봇치가 한 걸음 나아갔다며 칭찬한다. 봇치는 다음 날을 기대하지만, 그날 감기 몸살이 나서 기대는 한순간에 사라져버린다.
봇치는 불안감 때문에 소통에 어려움을 겪으며 학교로 돌아왔고, 그때 우연히 밝은 성격의 소녀를 만난다. 영입을 위해 주목을 끌어 보려고 하지만 결과적으로 자신이 도망치고 만다. 이후 제대로된 설명을 하자 키타는 처음에는 과거 밴드 경험 때문에 거절하지만, 대신 보치에게 기타를 가르쳐달라고 부탁한다. 봇치는 이를 수락하고 키타를 자신의 아르바이트 장소로 데려가는데, 그곳은 바로 키타의 옛 밴드 결속밴드가 공연을 했던 라이브 하우스이자 기타·보컬로서 그만둔 곳이었다.
라이브 하우스에서 처음엔 키타의 존재가 봇치에게 부담이 되었지만, 봇치는 계속 일을 가르쳐주며 서로 조금씩 이해를 쌓아간다. 결국 키타는 결속밴드에 다시 합류하게 된다.

## 여담
- 고토 히토리라는 이름은 일본의 밴드 아지캉의 고토 마사후미에서 유래되었다.
  - 봇치의 이름 자체는 고토 마사후미에서 따왔지만 밴드에서의 역할은 같은 밴드의 기타리스트인 키타 켄스케와 더 관련있다.
  - 생일인 2월 21일(2/21)은 마사후미의 생일인 12월 2일(12/2)의 역순이다.
  - 일부 팬들은 별명인 '봇치'가 마사후미의 별명 '곳치'에서 따온 것이라 추측했고, 《봇치 더 록!》이란 제목도 마사후미의 책 《곳치 고 록!》(ゴッチ語録)에서 따온 것이라 추측했다. 그러나, 작가인 하마지 아키는 단순 우연일 뿐이라며 부인했다.[1][2]

- 첫 기타는 아버지 나오키에게 빌린 깁슨 레스폴 커스텀 1968 리이슈 에보니였다.
  - 기타의 브랜드는 케이온!의 히라사와 유이의 것과 같지만 모델은 다른데, 이 경우 깁슨 레스폴 스탠다드 50년대 헤리티지 체리 선버스트를 소유하고 있다.
  - 애니메이션에서는 제대로 묘사되지는 않았지만, 기타와 함께 보스 블루스 드라이버(BD-2) 이펙트 페달을 사용한다.
  - 애니메이션 12화에서 봇치는 보스 BD-2 블루스 드라이버, 프로코 RAT, 던롭 GCB-95 크라이베이비, 보스 MS-3 멀티 FX 스위처를 사용하는데, 모두 커스텀 오디오 재팬 AC/DC 스테이션 v2와 마샬 JCM900 기타 앰프로 전원을 공급받는다.

- 집에서 스타리까지 2시간 거리이다.
  - 히토리의 집은 가나가와현 요코하마시 가나자와구에 위치한 가나자와핫케이역(金沢八景駅) 근처에 있다. 애니메이션 6화와 7화에서는 가나자와핫케이 지역의 풍경이 등장한다. 해당 역은 스타리가 가까운 시모키타자와역에서 직선 거리로 약 37km(23마일) 떨어져 있다.